# Punta Sabre
Punta Sabre – szczyt w Pirenejach. Leży w Hiszpanii, w prowincji Huesca, w regionie Aragonia, przy granicy z Francją. Należy do podgrupy "Gistaín/Chistau" w Pirenejach Centralnych.